# Elisabeth Charlotte van Hessen-Kassel

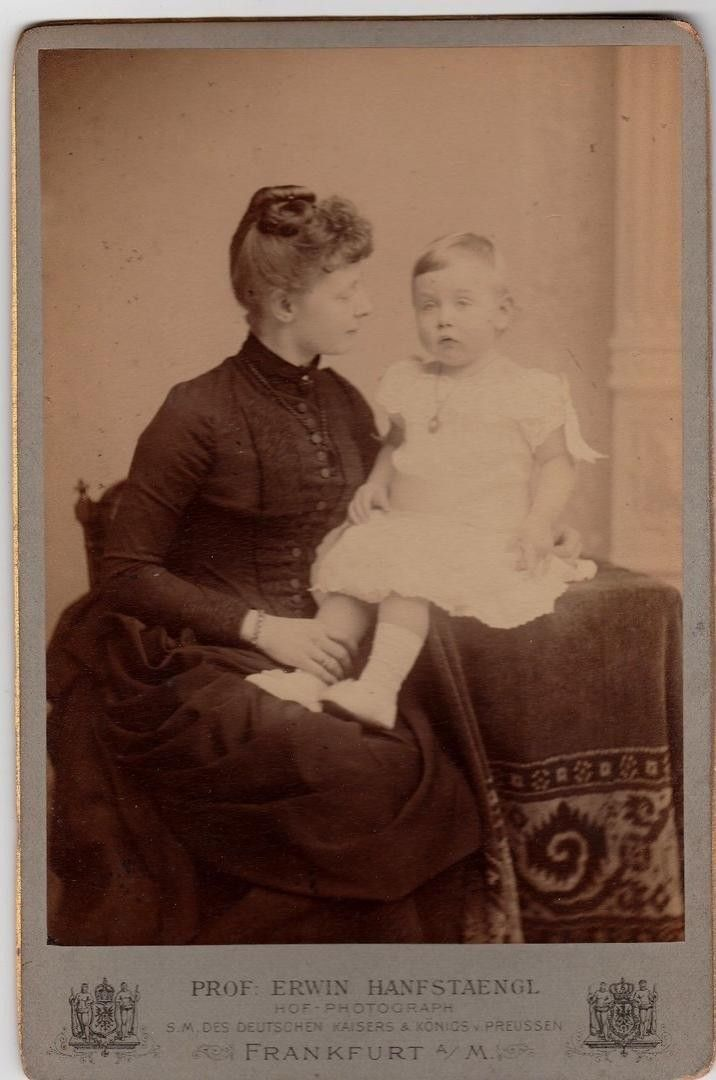
Elisabeth Charlotte van Hessen-Kassel met dochter in 1886

Elisabeth Charlotte Alexandra Marie Louise van Hessen-Kassel (Kopenhagen, 13 juni 1861 - Dessau, 7 januari 1955) was een prinses uit het Huis Hessen-Kassel.
Zij was het tweede kind en de oudste dochter van Frederik van Hessen-Kassel en diens tweede echtgenote Anna van Pruisen. 
Zelf trouwde ze op 26 mei 1884 met Leopold van Anhalt-Dessau. Met hem kreeg zij een dochter:
- Antoinette (1885-1963)

Al een klein jaar na de geboorte van Antoinette overleed haar man. Elisabeth zou niet hertrouwen en nog zeventig jaar als weduwe leven. 